# コラライン・アダ・エムケ
コラライン・アダ・エムケはアメリカ合衆国のソフトウェア開発者、オープンソース支持者、Organization for Ethical Sourceの創設者兼エグゼクティブディレクターである。2025年にApressから出版された『We Just Build Hammers: Stories from the Past, Present, and Future of Responsible Tech』の著者である。
現在はイリノイ州シカゴを拠点としている。エムケは1994年にウェブ開発者としてキャリアを開始し、エンジニアリング、コンサルティング、教育、広告、医療、ソフトウェア開発インフラを含む多様な業界で働いてきた。Rubyにおける業績で知られており、2016年にはRuby on Rails開発者向けのカンファレンスであるRailsConfにてRuby Hero賞を受賞した。さらに、社会正義に関する活動と運動でも知られており、コントリビューター行動規範やPost-Meritocracy Manifestoの執筆、オープンソースプロジェクトやコミュニティにおける規範の広範な採用促進に貢献している。

## 経歴
エムケは1994年にPerlプログラミング言語を使用してソフトウェアの開発を始めた。その後、ASP.NETやJavaでソフトウェアを開発し、2007年にRubyと出会った。エムケは25個のRubyGemsの著者であり、RSpecやRuby on Railsを含むプロジェクトにも貢献してきた。エムケはソフトウェアカンファレンスで頻繁に講演しており、南アフリカ・ケープタウンで開催されたRubyFuzaやRubyConf Brazilを含む、世界各地の複数のテクノロジーカンファレンスで基調講演も行っている。
2013年、Madison+ Rubyカンファレンスにおいて、エムケはLGBT技術者のためのコミュニティ「LGBTech」の創設を発表したグループの一員であった。この発表の際、彼女は自身がトランスジェンダーであることも公にした。
2014年、エムケはOS4W.orgを立ち上げた。これは、女性がメンターやペアプログラミングパートナーとつながり、多様な貢献者を歓迎するオープンソースプロジェクトを特定することで、オープンソースへの貢献を支援するウェブサイトである。
同じく2014年、彼女はコントリビューター行動規範を作成した。これは、Google、Microsoft、Appleを含む4万以上のオープンソースプロジェクトで使用されている。2016年には、コントリビューター行動規範への貢献が認められ、Ruby Hero賞を受賞した。
2014年3月、GitHubの創設者兼CEOとその妻に対するセクシャルハラスメントの告発が行われた後、エムケはベッツィ・ハイベルとともに「Culture Offset」というサービスを立ち上げた。Culture Offsetは、GitHubをボイコットしたいが仕事上使用を避けられない人々に対し、テクノロジー業界で疎外された人々を支援する組織へ寄付を行うことで「使用を相殺」する手段を提供するものであった。このプロジェクトは『ウォール・ストリート・ジャーナル』および『WIRED』誌で取り上げられた。
エムケはまた『Post-Meritocracy Manifesto』の著者でもある。
エムケは『Greater Than Code』ポッドキャストの創設パネリストであった。彼女はRuby TogetherおよびRailsBridgeの取締役会に所属していた。
2016年、彼女はGitHubに入社し、ソフトウェアプラットフォーム向けのコミュニティ管理および嫌がらせ防止機能を開発するチームでシニアデベロッパーとして勤務した。彼女はおよそ1年後に解雇され、2017年7月5日にGitHubの企業文化および解雇に至る経緯を批判する記事を公開した。彼女の体験は、CNNが2017年に発表した秘密保持条項および非中傷契約に関するレポートで取り上げられた。
2018年、エムケはスイス・ジュネーブで開催された国際連合ビジネスと人権フォーラムにおいて、テクノロジー企業が人権に対する脅威であるかどうかを議論する討論会に参加した。エムケは「ヒポクラテスライセンス」を作成し、2020年にOrganization for Ethical Sourceを設立した。
エムケは、『ブライトバート・ニュース・ネットワーク』を含む組織やブロガーによる否定的な報道の対象となり続けてきた。彼女はGitHub入社を報じたブライトバートの記事で与えられたあだ名に由来して、自らを「悪名高いソーシャル・ジャスティス・ウォリアー」と表現している。

## 私生活
エムケはトランスジェンダーであり、2014年3月にトランジションを開始した。自身のトランジションについて公にすることで他者を支援することを望み、トランジションおよびテクノロジー分野でトランス女性として働く経験について複数のインタビューに応じている。また、「He Doesn't Work Here Anymore」というタイトルの講演をKeep Ruby Weird、Alterconf、Madison+ Rubyの各カンファレンスで行った。
エムケは音楽の作詞・作曲・録音も行い、「A Little Fire Scarecrow」という名義で複数のアルバムをリリースしている。また、「Sudre’s Violin」名義でも活動している。